# 8103 Fermi
A 8103 Fermi (ideiglenes jelöléssel 1994 BE) a Naprendszer kisbolygóövében található aszteroida. Farra d'Isonzóban fedezték fel 1994. január 19-én.
Nevét Enrico Fermi (1901–1954) olasz fizikus után kapta.